# Blesić
Blesić je hrvatska plemićka obitelj iz Bačke.
Hrvatska obitelj Blesić u Bačkoj spada u treću skupinu hrvatskog plemstva u Bačkoj. To su obitelji koje su plemstvo zadobile tijekom 1700-tih.
Plemstvo su dobili braća Josip i Nikola Blesić i njihove obitelji. Plemićka povelja s grbovnicom dodijeljena im je 23. veljače 1756. u Beču. Danas potomci ove velike obitelji živjeli su ili i dalje obitavaju u Kaćmaru, Subotici, Somboru i u inim mjestima.